# Francesco Landini

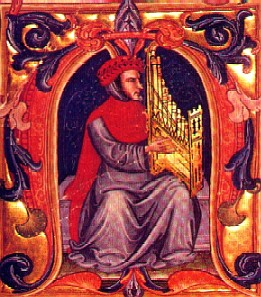
Landini tocando un órgano portátil, ilustración del Codex Squarcialupi del

Francesco Landini o Landino (c. 1325 – 2 de septiembre de 1397) fue un compositor, organista, cantante, poeta, constructor de instrumentos y astrólogo italiano. Fue uno de los compositores más famosos y admirados de la segunda mitad del siglo XIV y sin duda el compositor más famoso en Italia.

## Vida

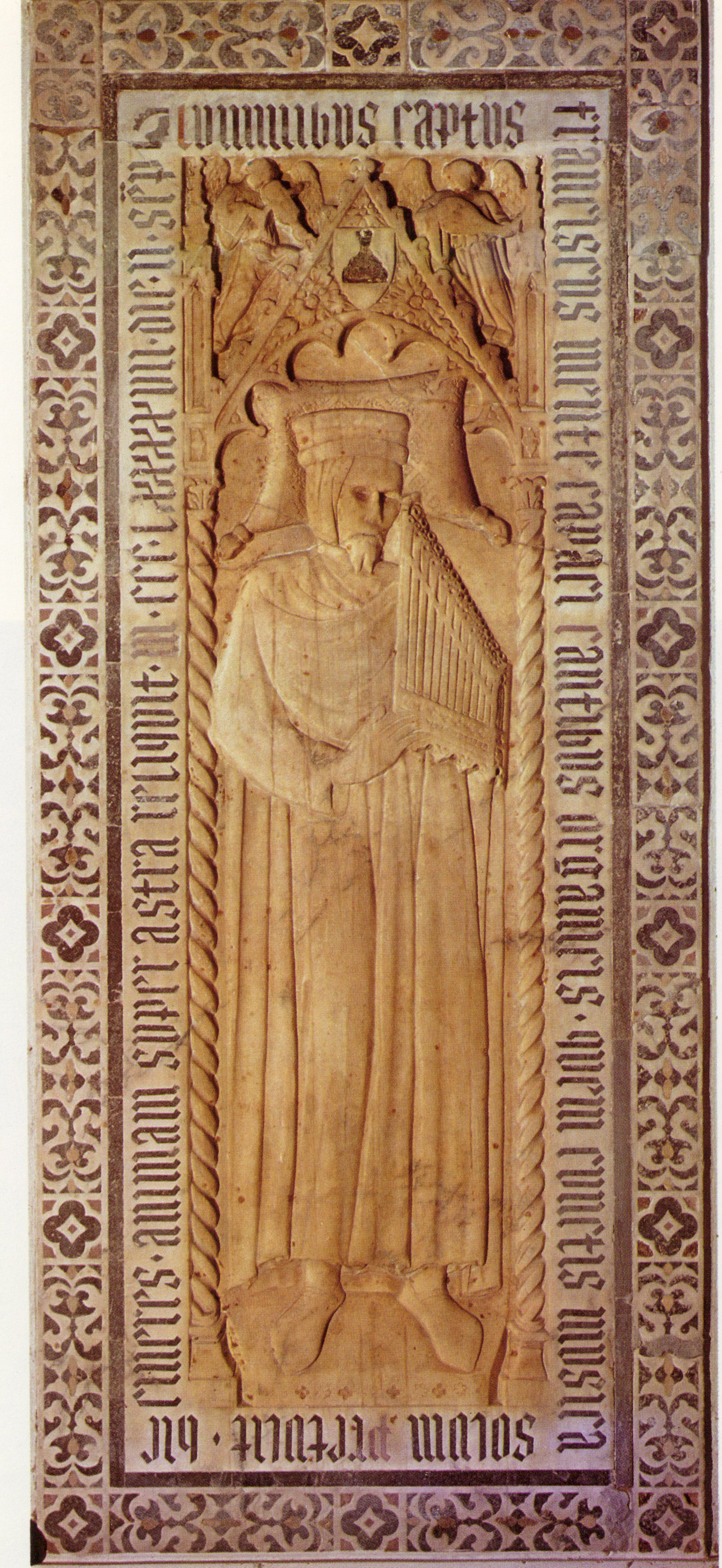
Lápida de Landini en la que aparece tocando un órgano portativo, situada en el interior de la Basílica de San Lorenzo (Florencia).

Los detalles de su vida se conocen sólo parcialmente, pero a medida que las investigaciones han ido avanzado, especialmente en los archivos de Florencia, se han podido esclarecer algunos aspectos. La mayoría de los datos biográficos sobre su vida provienen de un libro publicado en 1385 por un famoso cronista florentino, conocido como Filippo Villani.
Se cree que nació en Florencia, aunque su sobrino, el humanista Cristoforo Landino, sitúa su lugar de nacimiento en Fiesole. Su padre, Jacopo del Casentino, fue un pintor conocido de la escuela de Giotto. Desde su infancia estuvo ciego como consecuencia de haber contraído la viruela, por lo que se dedicó a la música desde muy joven. Tocó muchos instrumentos, incluyendo el laúd. También se dedicó al canto, la poesía y la composición. En sus crónicas, Villani, también le cita como inventor de instrumentos, como el instrumento de cuerda llamado syrenam. Según nos cuenta Villani, el rey de Chipre, quién estuvo varias veces en Venecia en la década de 1360s, le concedió una corona de laurel. Posiblemente, Landini, estuvo alguna temporada en el norte de Italia antes de 1370.
En 1361, fue contratado como organista en el monasterio florentino de Santa Trinità y a partir de 1365, en la Basílica de San Lorenzo en Florencia. Según Villani, estuvo involucrado en las controversias políticas y religiosas de su tiempo, si bien mantuvo buenas relaciones con las autoridades florentinas. Landini conoció a muchos otros compositores del Trecento como Lorenzo da Firenze, con quién trabajó en Santa Trinità, así como Andrea da Firenze a quien conoció en la década de 1370s. 
Landini está enterrado en la iglesia de San Lorenzo en Florencia. Su tumba contiene una imagen suya con un órgano portativo similar al mostrado en la ilustración que acompaña este artículo.

## Obra
Landini fue el músico más importante del trecento italiano, estilo también conocido como ars nova italiano. Aunque por los documentos existentes sabemos que compuso obras religiosas, sólo han sobrevivido obras profanas: 89 ballate para dos voces, 42 ballate para tres voces y otras 9 de las cuales tenemos versiones para dos y tres voces. También han sobrevivido unos pocos madrigales. Se cree que escribió los textos para la mayor parte de sus piezas. Sus obras representan casi la cuarta parte de la música italiana del siglo XIV que ha llegado hasta nosotros.
A partir de su nombre se denominó la llamada cadencia Landini. Sin embargo, ésta cadencia ni fue inventada por él ni aparece sólo en su música. De hecho, aparece en la mayor parte de la música polifónica de su época así como en parte de la del siglo XV (por ejemplo en las canciones de Gilles Binchois).

## Legado
Muchos escritores coetáneos atestiguan su notoriedad, no sólo como compositor, sino también como cantante, poeta, organista, filósofo y como ciudadano devoto de Florencia, especialmente Giovanni da Prato, en su libro Paradiso degli Alberti. Este libro, escrito en 1389, contiene relatos cortos, uno de los cuales fue supuestamente narrado por el propio Landini. Su reputación de conmover al público con su música era tan poderosa que los cronistas señalaban que "la dulzura de sus melodías era tal que los corazones estallaban de sus pechos".
Landini es el epónimo de la cadencia Landini (o sexta de Landino), una fórmula cadencial por la que el sexto grado de la escala (la submediante) se intercala entre la sensible y su resolución en la tónica.  No obstante, esta cadencia no es originaria de él, ni es exclusiva de su música. Se puede encontrar en gran parte de la música polifónica de su época, y hasta bien entrado el siglo XV (por ejemplo, en las canciones de Gilles Binchois). Gherardello da Firenze es el primer compositor que empleó la cadencia y cuyas obras se han conservado.  Sin embargo, Landini utilizó la fórmula de forma constante a lo largo de su música, por lo que el epónimo -que data de después de la época medieval- es apropiado.